# Charge génératrice de noyau

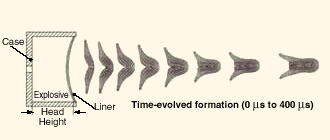
Différentes étapes de la formation, en 400 microsecondes, du noyau perforant par une charge génératrice de noyau.

La charge génératrice de noyau (aussi appelée charge à génération de noyau et employée également sous le sigle CGN) est un type de charge explosive perforante utilisée dans les mines antichars, les sous-munitions, certains missiles antichars ainsi que dans les engins explosifs improvisés (sigle EEI).

## Principe de fonctionnement
La charge génératrice de noyau comporte un revêtement mis en mouvement par la détonation d'un chargement explosif disposé dans une enveloppe métallique cylindrique. Le revêtement se déforme de façon à constituer un projectile en forme de noyau, projeté à une vitesse de l'ordre de 2 000 m/s vers une cible. 
Par rapport à la charge creuse, la charge à génération de noyau a l'avantage de pouvoir être tirée, par exemple, entre 10 m et 250 m de la cible donc assez loin, et du moins avant une éventuelle destruction du porteur. Cependant, le projectile formé par la charge n'est pas aussi étiré que le dard en cuivre d'une charge creuse pour perforer l'épais blindage frontal d'un char de combat. Typiquement la longueur du projectile formé par une charge génératrice de noyau est égale à une fois le calibre, c'est-à-dire le diamètre, de la charge à génération de noyau. Or, le taux de pénétration est lié à la longueur du projectile, la longueur de pénétration étant même de l'ordre de la longueur du projectile. Un projectile formé à partir d'une charge à génération de noyau de 150 mm ne peut donc transpercer des blindages qui vont bien au delà de 150 mm. C'est pourquoi on retrouve ce type de charge explosive dans des munitions attaquant les véhicules blindés par le toit, les flancs ou le plancher.

## Exemples de munitions utilisant des charges génératrices de noyaux
- TOW-2B (missile antichar)
- MPB (mine antichar)
- Fordonsmina 14 (mine antichar)
- AT2 (mine antichar)
- M4 SLAM (mine portable)
- M898 SADARM (sous-munition)
- 155 BONUS[3] (sous-munition)
- SMArt 155 (sous-munition)
- BLU-108/B (sous-munition)
- MIACAH (mine antichar)

Illustration d'une sous-munition antichar parachutée allemande Rheinmetall / Diehl SMArt 155 détonant au-dessus d'un char afin de perforer son toit légèrement blindé.
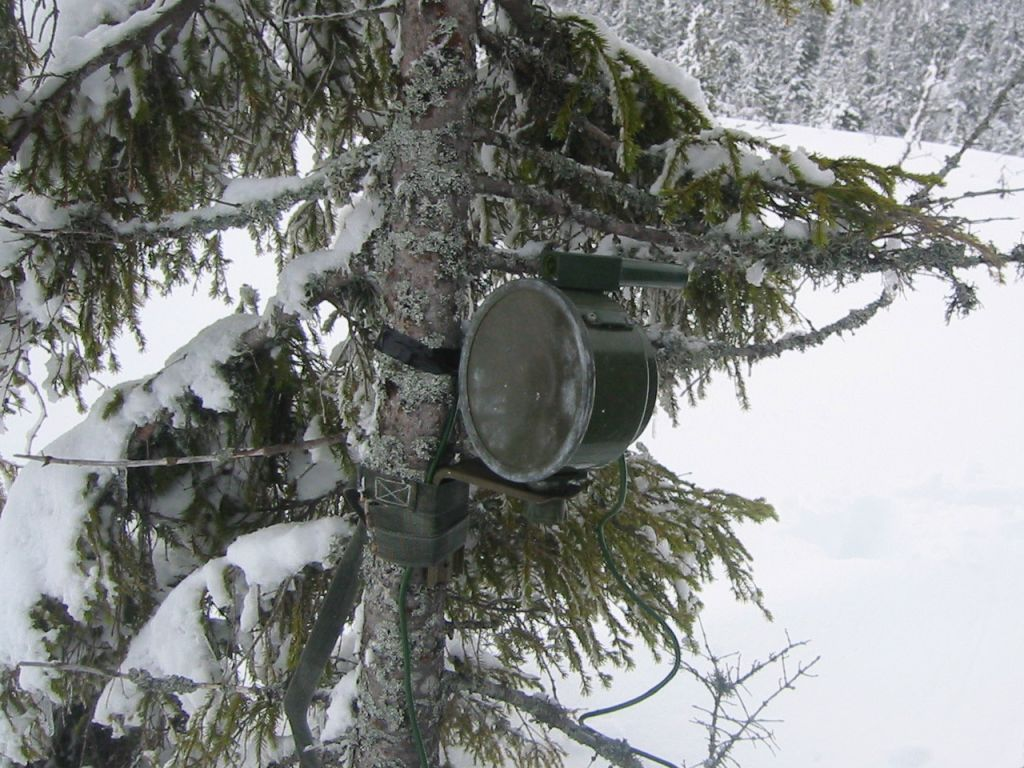
Dissimulée dans un sapin au bord de la route, la mine antichar suédoise Bofors Frdm 14 génère un noyau capable de perforer 60 mm d'acier à blindage à une distance de 30 m.
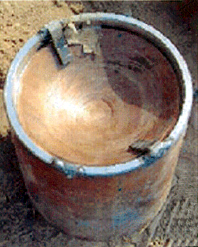
Une charge génératrice de noyau de fabrication artisanale retrouvée en Irak en 2006.